# باغجي ممبيني (الريف الشرقي)
باغجي ممبيني (بالفارسية: پاگچی ممبینی) هي منطقة سكنية تقع في إيران في قسم الريف الشرقي الريفي. يقدر عدد سكانها بـ 1,806 نسمة .